# Kam Chancellor
Kameron Darnel "Kam" Chancellor (nacido el 3 de abril de 1988) es un exjugador profesional de fútbol americano estadounidense que jugó en la posición de strong safety en la National Football League (NFL).

## Biografía
Chancellor asistió a Matthew Fontaine Maury High School, donde jugó al baloncesto y al fútbol americano como quarterback y safety. Como sénior, en 2005, Chancellor lanzó para más de 2,000 yardas y 500 de carrera, liderando al equipo a un récord de 10-2. Esto hizo que Chancellor fuera nombrado MVP por su equipo.
Tras esto, Chancellor se unió a Virginia Tech.

## Carrera

### Seattle Seahawks
Chancellor fue seleccionado por los Seattle Seahawks en la quinta ronda (puesto 133) del draft de 2010. En su primer año como novato, Chancellor jugó como safety sustituto durante toda la temporada, y tuvo que esperar hasta la próxima temporada para jugar como titular, reemplazando al veterano Lawyer Milloy.
Con los Seahawks, Chancellor ganó cuatro títulos de división (dos consecutivos), dos campeonatos de la NFC y ha llegó hasta dos Super Bowls consecutivos (XLVIII y XLIX), ganando el primero frente a los Denver Broncos por 43-8, y perdiendo el segundo ante los New England Patriots por 28-24.

## Vida personal
Cuando era niño, Chancellor visitó un club juvenil. Su objetivo era restaurar el edificio por la importancia que tuvo para él en el pasado, donde hubo actividades y también era un refugio seguro para los niños donde evitar la violencia en la comunidad.
Con su contrato de $34 millones que firmó en 2014 con los Seahawks, le compró a su madre un nuevo Lexus y una casa, que eran cosas que ella nunca tuvo.

## Estadísticas generales
|  | Seleccionado al Pro Bowl |

| Año   | Equipo | Juegos | Juegos | Tacleadas | Tacleadas | Tacleadas | Tacleadas | Intercepciones | Intercepciones | Intercepciones | Intercepciones | Intercepciones | Intercepciones | Balones sueltos | Balones sueltos | Balones sueltos | Balones sueltos |
| Año   | Equipo | GP     | GS     | Comb      | Total     | Ast       | Sck       | PDef           | Int            | Yds            | Avg            | Lng            | TDs            | FF              | FR              | Yds             | TDs             |
| ----- | ------ | ------ | ------ | --------- | --------- | --------- | --------- | -------------- | -------------- | -------------- | -------------- | -------------- | -------------- | --------------- | --------------- | --------------- | --------------- |
| 2010  | SEA    | 16     | 0      | 23        | 17        | 6         | 1.0       | 1              | --             | --             | --             | --             | --             | 1               | 0               | --              | --              |
| 2011  | SEA    | 15     | 15     | 97        | 75        | 22        | 1.0       | 13             | 4              | 27             | 6.8            | 9              | 0              | 2               | 1               | 0               | 0               |
| 2012  | SEA    | 16     | 16     | 101       | 75        | 26        | 0.0       | 4              | --             | --             | --             | --             | --             | 1               | 2               | 0               | 0               |
| 2013  | SEA    | 16     | 16     | 99        | 65        | 34        | 0.0       | 9              | 3              | 78             | 26.0           | 32             | 0              | 1               | 0               | --              | --              |
| 2014  | SEA    | 14     | 14     | 78        | 60        | 18        | 0.0       | 6              | 1              | 52             | 52.0           | 52             | 0              | 1               | 0               | --              | --              |
| 2015  | SEA    | 11     | 11     | 74        | 44        | 30        | 0.0       | 4              | 2              | 6              | 3.0            | 6              | 0              | 1               | 0               | --              | --              |
| 2016  | SEA    | 12     | 12     | 86        | 51        | 35        | 0.0       | 8              | 2              | 5              | 2.5            | 5              | 0              | 1               | 0               | --              | --              |
| 2017  | SEA    | 9      | 9      | 49        | 34        | 15        | 0.0       | 2              | --             | --             | --             | --             | --             | 1               | 0               | --              | --              |
| 2018  | SEA    | 0      | 0      | 0         | 0         | 0         | 0.0       | 0              | --             | --             | --             | --             | --             | 0               | 0               | --              | --              |
| Total | Total  | 109    | 93     | 607       | 421       | 186       | 2.0       | 44             | 12             | 168            | 14.0           | 52             | 0              | 9               | 3               | 0               | 0               |

Fuente: Pro-Football-Reference.com